# الفبای ترکی استانبولی
الفبای ترکی استانبولی (به ترکی‌استانبولی: Türk alfabesi) الفبایی لاتین است که برای نوشتن زبان ترکی استانبولی به کار می‌رود و از ۲۹ حرف تشکیل شده‌است که هفت تای آن‌ها (Ç، Ğ، I، İ، Ö، Ş، Ü) شکل تغییر یافته‌ای از حروف اصلی لاتین و متناسب با نیازهای آوایی زبان ترکی می‌باشند. این الفبا تلفظ واژگان ترکی استانبولی را با دقتی بالا نشان می‌دهد و هر حرف فقط و فقط نمایانگر یک صدا می‌باشد. این الفبا هم‌اکنون الفبای رسمی زبان ترکی استانبولی به‌شمار می‌آید و آخرین الفبا از سری الفباهایی می‌باشد که در دوره‌های مختلف برای این زبان به کار گرفته شده‌اند. ابداع و به‌کارگیری این الفبا در قرن بیستم از عناصر فرهنگی برآمدن و پیروزی ملی‌گرایی ترک به‌شمار می‌آید.

## حروف
حروف الفبای ترکی استانبولی (به ترتیب از راست به چپ) از قرار زیرند:
| حروف بزرگ |   |   |   |   |   |   |   |   |   |   |   |   |   |   |   |   |   |   |   |   |   |   |   |   |   |   |   |   |
| A         | B | C | Ç | D | E | F | G | Ğ | H | I | İ | J | K | L | M | N | O | Ö | P | R | S | Ş | T | U | Ü | V | Y | Z |
| حروف کوچک |   |   |   |   |   |   |   |   |   |   |   |   |   |   |   |   |   |   |   |   |   |   |   |   |   |   |   |   |
| a         | b | c | ç | d | e | f | g | ğ | h | ı | i | j | k | l | m | n | o | ö | p | r | s | ş | t | u | ü | v | y | z |
از میان این ۲۹ حرف، ۸ تای آن‌ها واکه هستند (A, E، I، İ، O، Ö، U، Ü) و مابقی همخوان.
حروف Q, W، و X از الفبای لاتین در ترکی استانبولی مورد استفاده قرار نمی‌گیرند ولی I نقطه‌دار و بی‌نقطه حروف مجزا و متمایزی هستند بنابراین "i" نشانگر شکل کوچک "I" نیست.
در ترکی استانبولی همچنین از a, i، و u هشتکدار استفاده می‌شود:
- â برای /a:/ و/یا برای نشان دادن آنکه واکه پیش از â کامی ادا می‌شود (زبان در نزدیکی دیوارهٔ بالایی دهان قرار می‌گیرد)
- î برای /i:/ و واکه پیشین کامی ادا نمی‌شود
- û برای /u:/ و/یا برای نشان دادن کامی ادا شدن واکه پیشین.

## نام‌ها
نام واکه‌ها همان صدایی است که می‌دهند ولی نام صامت‌ها، صدای صامت به علاوهٔ e می‌باشد. تنها استثنا حرف ğ است که یوموشاک گِ خوانده می‌شود.
a, be, ce, çe, de, e, fe, ge, yumuşak ge, he, ı, i, je, ke, le, me, ne, o, ö, pe, re, se, şe, te, u, ü, ve, ye, ze

## صداها
رسم‌الخط ترکی کاملاً فونمیک است و تلفظ لغات همواره از روی املای آن‌ها قابل تشخیص است. جدول زیر حروف ترکی، صداهای متناظرشان در الفبای آوانگاری بین‌المللی، و نحوهٔ تلفظشان توسط یک انگلیسی‌زبان را نشان می‌دهد.
| حروف | حروف | الفبای آوانگاری بین‌المللی | معادل تقریبی در انگلیسی | حروف | حروف | الفبای آوانگاری بین‌المللی | معادل تقریبی در انگلیسی |
| ---- | ---- | ------------------------- | ----------------------- | ---- | ---- | ------------------------- | ----------------------- |
| A    | a    | /a/                       | As a in father          | M    | m    | /m/                       | As m in man             |
| B    | b    | /b/                       | As b in boy             | N    | n    | /n/                       | As n in nice            |
| C    | c    | /dʒ/                      | As j in joy             | O    | o    | /o/                       | As o in more            |
| Ç    | ç    | /tʃ/                      | As ch in champion       | Ö    | ö    | /ø/                       | As i in bird            |
| D    | d    | /d/                       | As d in dog             | P    | p    | /p/                       | As p in pin             |
| E    | e    | /e/                       | As e in red             | R    | r    | /ɾ/                       | As r in rat             |
| F    | f    | /f/                       | As f in far             | S    | s    | /s/                       | As s in song            |
| G    | g    | /ɡ/, /ɟ/                  | As g in got             | Ş    | ş    | /ʃ/                       | As sh in show           |
| Ğ    | ğ    | /ɰ/                       | (see note)              | T    | t    | /t/                       | As t in tick            |
| H    | h    | /h/                       | As h in hot             | U    | u    | /u/                       | As u in bull            |
| I    | ı    | /ɯ/                       | Roughly as i in cousin  | Ü    | ü    | /y/                       | As ue in clue           |
| İ    | i    | /i/                       | As i in pit             | V    | v    | /v/                       | As v in waver           |
| J    | j    | /ʒ/                       | As s in measure         | Y    | y    | /j/                       | As y in yes             |
| K    | k    | /k/, /c/                  | As k in kit             | Z    | z    | /z/                       | As z in zigzag          |
| L    | l    | /ɫ/, /l/                  | As l in love            |      |      |                           |                         |

## پیشینه

### پیشنهادهای اولیه برای اصلاح
اولین الفبای شناخته‌شدهٔ ترکی، خط اورخون است. در کل خانوادهٔ زبان‌های ترکی با استفاده از الفباهای گوناگونی من جمله سیریلیک، عربی، یونانی، لاتین، و چندین دبیرهٔ آسیایی دیگر نوشته شده‌اند.
به مدت بیش از هزار سال زبان ترکی استانبولی با استفاده از الفبای ترکی عثمانی که مبتنی بر خط عربی بود کتابت می‌شد. این خط برای نوشتن واژگان فارسی و عربی که میزان قابل توجهی از زبان ترکی عثمانی را تشکیل می‌دادند بسیار مناسب بود، اما برای نوشتن واژگان اصیل ترکی مناسب نبود. خط عربی برای نشان دادن واجهای ترکی ناکافی و ناقص به نظر می‌رسید. برای برخی از واج‌ها چهار علامت مختلف (ز، ذ، ض، ظ) وجود داشت در حالی‌که برخی دیگر از واج‌ها را اصلاً نمی‌شد نمایش داد. با رواج یافتن تلگراف و صنعت چاپ در قرن نوزدهم ضعف‌های بیشتری از خط عربی نمایان شد.
برخی از اصلاح‌طلبان ترک، سال‌ها پیش از وقوع اصلاحات آتاترک کنارگذاشتن خط عربی را خواستار شده بودند. در سال ۱۸۲۶ و به هنگام دوران اولیهٔ اصلاحات، مونوف پاشا از تغییر الفبا طرفداری می‌کرد. در آغاز قرن بیستم نیز طرح‌های مشابه توسط نویسندگانی که با جنبش ترک‌های جوان مرتبط بودند از جمله حسین جاهد، عبدالله جودت، و جلال نوری ارائه شده بود. این موضوع بار دیگر در سال ۱۹۲۳ به هنگام برگزاری اولین کنگرهٔ اقتصادی جمهوری تازه تشکیل‌شدهٔ ترکیه مطرح شد و جرقه‌ای شد برای آغاز بحث‌ها و جدل‌هایی در این باره در سطح عموم که چندین سال طول کشید. محافظه‌کاران و مذهبیون به‌شدت مخالف کنار گذاشتن خط عربی بودند با این استدلال که با به کار گرفتن خط لاتین، ترکیه از جهان اسلام منفک خواهد شد و مفهومی غربی از هویت ملی جایگزین جامعه‌ای مذهبی و سنتی خواهد شد. برخی دیگر بر اساس دلایل کاربردی با به‌کارگیری خط لاتین مخالفت می‌کردند؛ زیرا که تا آن زمان هنوز طرحی برای وفق دادن خط لاتین با واج‌های ترکی ارائه نشده بود. برخی دیگر نیز پیشنهاد می‌کردند که راه‌حل بهتر، تغییر خط عربی و معرفی نویسه‌های جدیدی‌است که نمایانگر مصوت‌های ترکی باشند. در سال ۱۹۲۶ جمهوری‌های ترک‌تبار شوروی، خط لاتین را به‌کار گرفتند و راه را برای اصلاح‌طلبان در ترکیه باز کردند.